# Alice Wairimu Nderitu
Alice Wairimu Nderitu, née le 9 janvier 1968 à Nairobi, au Kenya, haute fonctionnaire kenyane, secrétaire générale adjointe des Nations Unies, était depuis novembre 2020, et Conseillère spéciale pour la prévention du génocide auprès du secrétaire général des Nations unies  d'António Guterres jusqu'en 2024. 

## Biographie

### Jeunesse et éducation
Nderitu nait à Nairobi dans la capitale kényane, de Vincent Nyingi Nderitu et Edith Mweru,. Titulaire d'une licence en littérature et philosophie en 1990, elle obtient sa maîtrise en études sur les conflits armés et la paix en 2013, de l'Université de Nairobi, ainsi que d'un doctorat honorifique en lettres humaines du Keene State College. Elle prépare un doctorat en études sur les femmes africaines à l'Université de Nairobi,.

### Carrière
De 1992 à 1999, elle est chercheuse et administratrice du Service pénitentiaire du Kenya (en) au sein du ministère de l'Intérieur du Kenya.
De 1999 à 2007, elle dirige le département d'éducation aux droits de l'homme dans le cadre du Programme d'éducation et de renforcement des capacités en matière de droits humains de la Commission nationale des droits de l'homme du Kenya (autrefois Comité permanent des droits de l'homme du Kenya).
De 2007 à 2009, Elle devient directrice de l'éducation pour la justice sociale de l' organisation à but non lucratif de défense des droits humains Fahamu.
De 2009 à 2013, Nderitu est commissaire de la Commission kényane d'intégration et de cohésion (en), chargée d'assurer la médiation dans les conflits religieux, ethniques et raciaux et promouvoir la coexistence pacifique. Elle joue le rôle de médiatrice entre une dizaine de communautés ethniques pour éviter la résurgence des violences électorales meurtrières de 2007-2008. Commissaire, elle co-fonde, en 2010, et co-préside la plateforme Uwiano pour la paix, une agence de prévention des conflits qui utilise la technologie mobile pour encourager les citoyens à signaler les indicateurs de violence, en reliant l'alerte précoce à la réponse précoce.
À partir de 2013, Nderitu devient membre du Comité national kenyan pour la prévention et la répression des crimes de génocide, de guerre, des crimes contre l'humanité et de toutes les formes de discrimination. Aussi, elle enseigne à l'Institut d'Auschwitz pour la prévention du génocide et des atrocités de masse (en).
Nderitu est nommé, en outre, commissaire de la commission d'enquête présidentielle sur la dissolution du gouvernement du comté de Makueni au Kenya,.
Elle est Conseillère spéciale pour la prévention du génocide auprès du secrétaire général des Nations unies  d'António Guterres de 2020 jusqu'en 2024. En novembre 2024, Alice Nderitu a déclaré que la campagne israélienne à Gaza ne correspondait pas à la définition d’un génocide..

## Médiations
Elle s'investit pour la définition de rôle aux femmes médiatrices, en tant que signataire et médiatrice des accords de paix dans les conflits armés,. Nderitu est une défenseure de l’inclusion des femmes dans divers forums internationaux.
Elle prend les rênes du processus de médiation aboutissant à l'accord de paix signé en 2012 par 10 communautés ethniques à Nakuru, au Kenya. Durant 16 mois, elle pilote l’élaboration du processus de paix avec une centaine de protagonsites et trois médiateurs.
Par la suite, elle est chargée médiatrice principale dans un processus de paix dans l'État de Kaduna, au Nigéria, ce qui conduit à la signature de la Déclaration de paix de Kafanchan (en), en 2016 par 29 communautés ethniques.

De par sa médiation dans un processus de paix sur le plateau sud, 56 communautés ethniques actent la déclaration de paix intercommunautaire du plateau sud, en 2017. Après cet accord de paix, elle déclare être prise en photo avec les habitants « avec admiration, car ils ne pouvaient pas imaginer que les femmes avaient la sagesse et la capacité de régler les conflits ». 

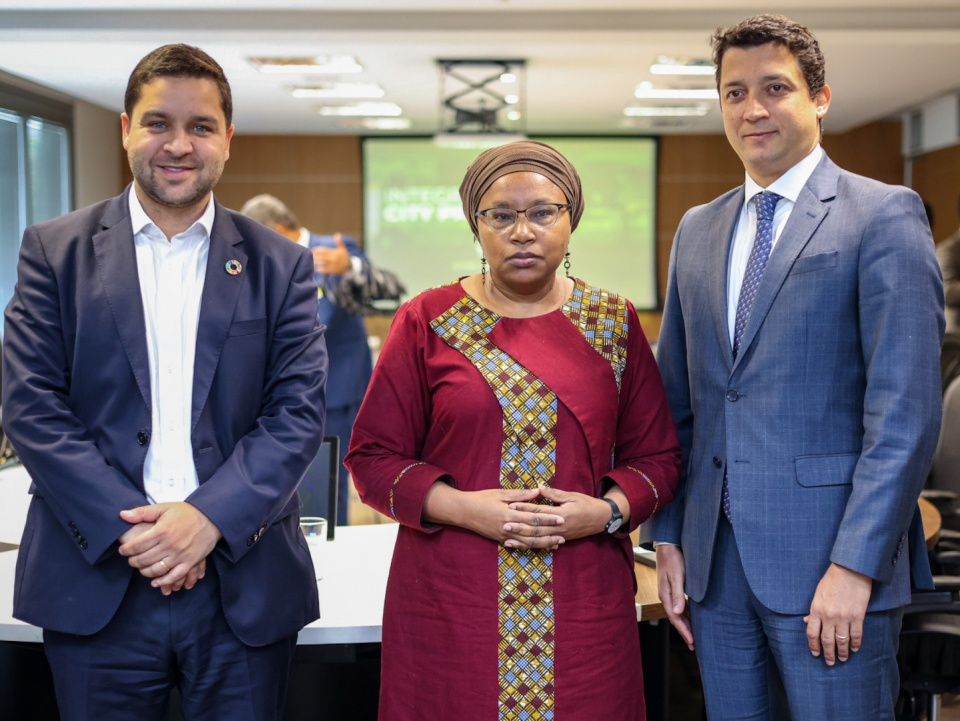
Nderitu, rencontre avec le gouverneur brésilien de Rio de Janeiro, Thiago Pampolha, et le procureur général Bruno Dubeux (2023).

En 2020, le secrétaire général des Nations Unies, Antonio Guterres, la nomme au poste du secrétaire général adjoint et conseiller spécial des Nations Unies pour la prévention du génocide, succédant ainsi à Adama Dieng du Sénégal. Le secrétaire la définit comme « voix reconnue dans le domaine de la consolidation de la paix et de la prévention de la violence », en raison de ses prouesses pour la restauration de la paix dans des communautés en conflits.

## Affiliations
Nderitu appartient à plusieurs organisations. En plus d'être membre du Réseau des femmes africaines pour la prévention des conflits et la médiation (Fem-Wise) de l'Union africaine, elle rejoint le Réseau des femmes pour la paix, des Citoyens concernés pour la paix (un groupe d'anciens facilitant la paix entre les dirigeants africains) et l'Alliance mondiale des femmes médiatrices. Elle est aussi la fondatrice de Community Voices for Peace and Pluralism, un réseau de femmes professionnelles africaines qui préviennent et œuvrent pour le règlement des conflits dans le monde entier. Elle reçoit, ainsi la bourse du Commonwealth auprès de la Commission sud-africaine des droits de l'homme.

## Distinctions
- 2011: Bourse de recherche en justice transitionnelle de Institut pour la justice et la réconciliation (en) basé en Afrique du Sud [17];
- 2012 : Femme artisane de paix de l’année, décernée par l’ Institut Joan B. Kroc pour la paix et la justice de l'Université de San Diego, États-Unis[18];
- 2014:  prix Raphael Lemkin de l'Institut d'Auschwitz pour la paix et la réconciliation (AIPG)[19];
- 2015 – Bourse de leadership Aspen[13];
- 2017 – Prix mondial du pluralisme, décerné par le Centre mondial du pluralisme ( Son Altesse l’Aga Khan et le gouvernement du Canada) pour son engagement en faveur de la prévention des conflits dans toute l’Afrique et son approche novatrice de la médiation[20]. ;
- 2018 – Prix Jack P. Blaney, décerné par le Morris J. Wosk Centre for Dialogue, Université Simon Fraser, pour l’utilisation du dialogue pour soutenir la résolution des conflits, notamment au Kenya et au Nigéria [21]
- 2019: Prix du champion de la paix et de la cohésion pour la diversité et l’inclusion, Prix national de la diversité et de l’inclusion du Kenya (prix DIAR);
- 2022: doctorat honoris causa en lettres humaines par Keene State College[6];
- 2023: nommée parmi les 100 femmes africaines les plus influentes selon Avance Media.

## Publications
- Wairimu Nderitu, Mukami Kimathi - Combattante de la liberté femme Mau Mau[22],[23],[24],[25],[26],[27],[28];
- Anass Bendrif, Sahira al Karaguly, Mohammadi Laghzaoui, Esmah Lahlah, Maeve Moynihan, Alice Nderitũ, Joelle Rizk et Maytham Al Zubaidi (2009). Une introduction aux droits de l'homme au Moyen-Orient et en Afrique du Nord - un guide pour les ONG[29];
- Alice Nderitũ et Jacqueline O'Neill (2013). « 7 mythes qui font obstacle à l’inclusion des femmes ». Sécurité inclusive[30];
- Alice Wairimũ Nderitũ (2014). Accord de paix du comté de Nakuru (2010-2012)[31];
- Alice Wairimũ Nderitũ (2016). Consolidation de la paix en Afrique : rôles de la société civile dans les conflits. Dans Pamela Aall et Chester A. Crocker (éd.). Combler le fossé : la gestion des conflits en Afrique à l'heure du changement (2016)[32];
- Alice Wairimũ Nderitũ (2016). Catherine Ndereba : biographie autorisée d'une détentrice du record du monde du marathon[33];
- Alice Wairimũ Nderitũ (2018). Au-delà de l’ethnisme : exploration de la diversité ethnique et raciale pour les éducateurs . Mdahalo Bridging Divides Limited[34];
- Alice Wairimũ Nderitũ (2018). Kenya : combler les divisions ethniques, l'expérience d'un commissaire en matière de cohésion et d'intégration . Mdahalo Bridging Divides Limited[35];
- Swanee Hunt et Alice Wairimũ Nderitũ. (2018). WPS en tant que mouvement politique. Dans Sara E. Davies et Jacqui True (éd.). Le manuel d'Oxford sur les femmes, la paix et la sécurité. Paris : Gallimard[36];
- Alice Wairimu Nderitu. Transformation des conflits et droits de l’homme : une impasse mutuelle ?

En outre, Nderitu est aussi connue comme chroniqueuse dans le journal The EastAfrican.